# Kingsajz

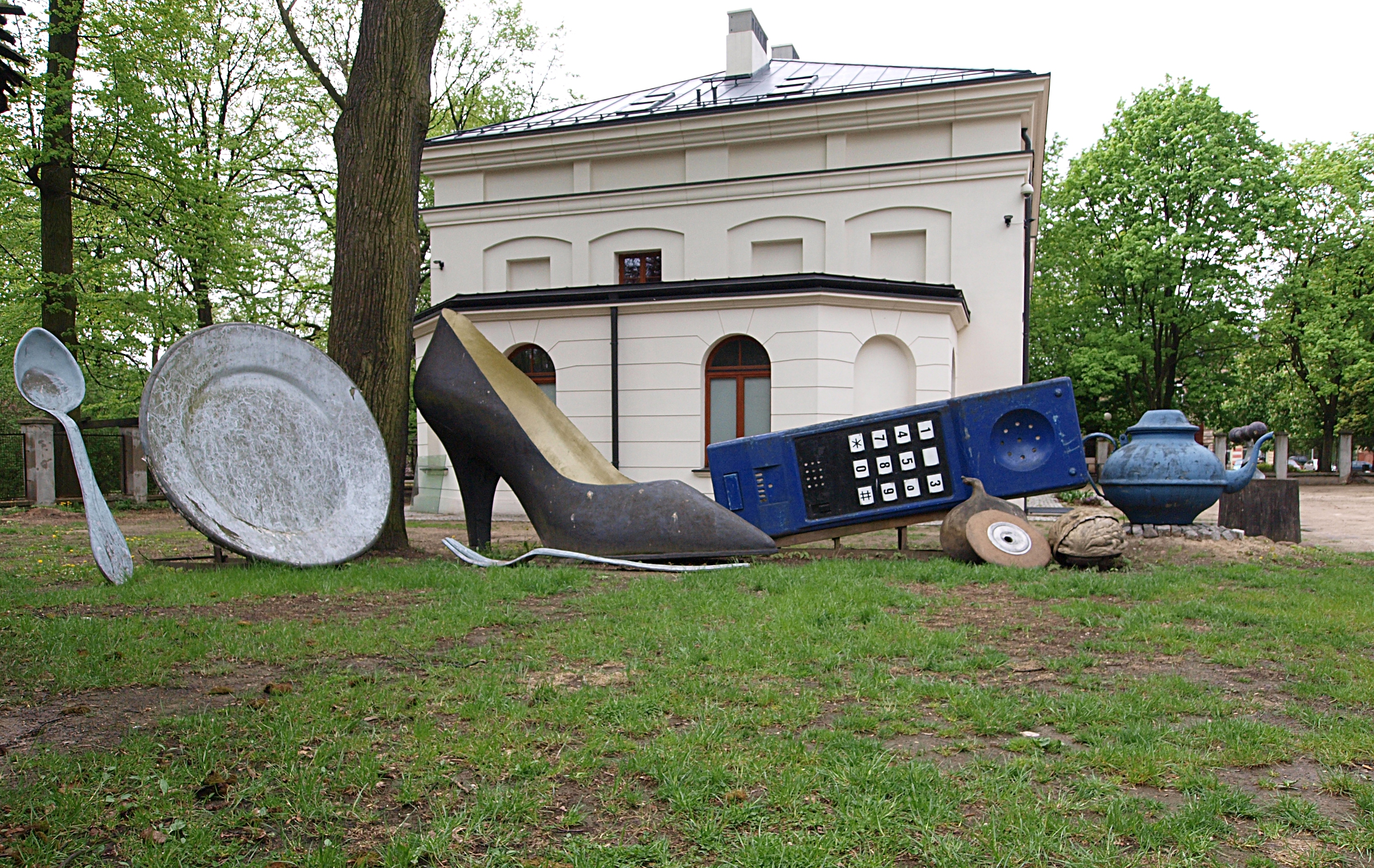
Niektóre z rekwizytów zastosowanych w filmie (Muzeum Kinematografii w Łodzi)

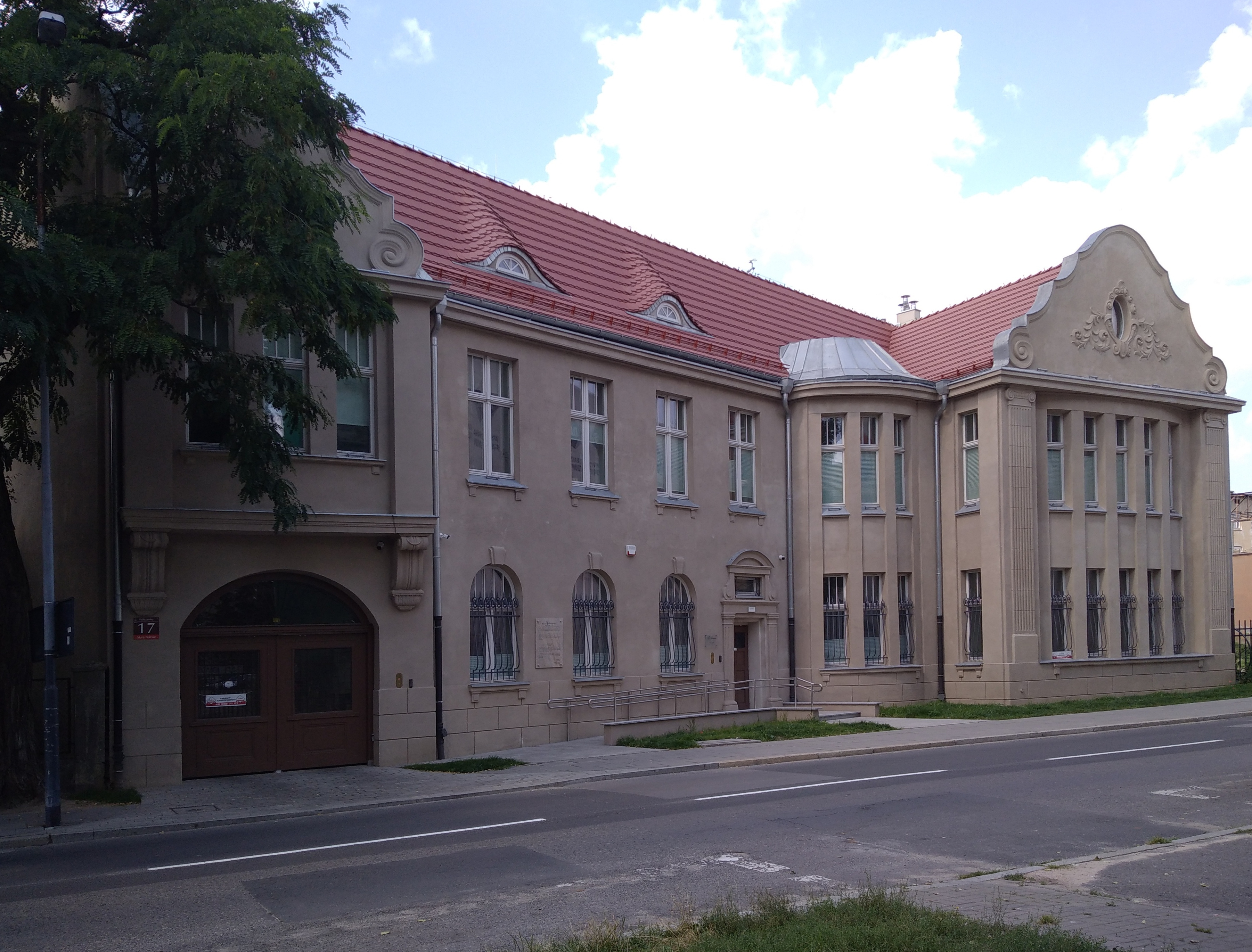
Budynek wykorzystany jako Szuflandia i Instytut Badań Czwartorzędu, ul. Wólczańska 17 w Łodzi

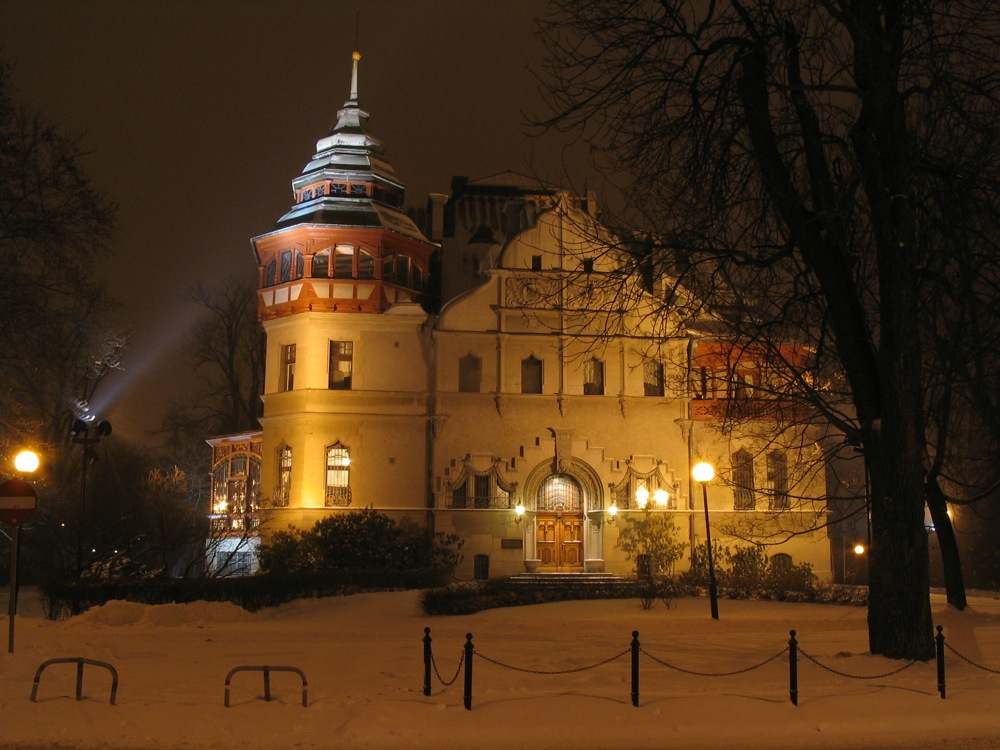
Willa Reinholda Richtera mieszcząca rektorat Politechniki Łódzkiej posłużył jako redakcja „Pasikonika”

Kingsajz – polska komedia fantasy z 1987 roku, wyreżyserowana przez Juliusza Machulskiego.
Scenariusz filmowy reżyser opracował wespół z Jolantą Hartwig-Sosnowską. Tytuł filmu (ang. king size, „królewski rozmiar”) nawiązuje do pojawiającego się w filmie napoju dającego krasnoludkom wymiary zwyczajnego człowieka, czyli dla nich właśnie „królewski rozmiar”.
Filmowa Szuflandia mieściła się w willi Edwarda Hetschela przy ul. Wólczańskiej 17 w Łodzi.

## Fabuła
W Szuflandii (nieznanej nikomu krainie znajdującej się w podziemiach Instytutu Badań Czwartorzędu) panuje nadszyszkownik Kilkujadek. Kilkujadek wraz ze swoją zaufaną świtą kontroluje mieszkańców Szuflandii, by przypadkiem nie wykryli sekretu kingsajzu – eliksiru, który pozwala krasnoludkom zyskać rozmiary człowieka i zamieszkać w krainie ludzi, gdzie istnieje wolność, kobiety i inne atrakcje. Alchemik Adaś – dysydent – samodzielnie uzyskuje kingsajz. Poznanie formuły pozwoliłoby innym uciekinierom pozostawanie w Kingsajzie bez konieczności picia Polo Cockty, która jest tymczasowym substytutem eliksiru. Tymczasem słudzy Kilkujadka śledzą Adasia. Nadszyszkownik wysyła swoich ludzi, by sprowadzili alchemika z powrotem. Na pomoc wyruszają Olo, przyjaciel Adasia oraz Ala, piękna projektantka mody (będąca córką krasnoludka). Po wielu przygodach Olo z Adasiem wracają do kingsajzu, a ojciec Ali (będący wcześniej królikiem) wraca do ludzkiej postaci.

## Scenografia
Sceny z występowaniem krasnoludków wykreowano w oparciu o utworzone w skali 20:1 rekwizyty. Wykorzystano ponad 200 makro obiektów, wśród których znalazła się m.in. wyprodukowana przez sandomierską hutę szkła szklanka wysokości blisko 2 metrów. W realizacji tych scen nawiązano współpracę z czechosłowackim studiem Barrandov.

## Obsada[3]
- Jacek Chmielnik jako Olgierd „Olo” Jedlina
- Jerzy Stuhr jako nadszyszkownik Kilkujadek
- Katarzyna Figura jako Alicja „Ala”
- Grzegorz Heromiński jako Adam „Adaś” Haps
- Witold Pyrkosz jako Zenona Bombalina
- Jan Machulski jako Kwintek
- Leonard Pietraszak jako Kramerko
- Marek Walczewski jako ojciec Ali
- Ryszard Kotys jako Nosacz, więzień
- Jan Paweł Kruk jako Muchomor, więzień
- Mariusz Saniternik jako Małolat, więzień
- Joachim Lamża jako Zyl
- Leon Charewicz jako Gil
- Maciej Kozłowski jako Waś
- Bronisław Wrocławski jako Pycio
- Olgierd Łukaszewicz jako Paragraf
- Włodzimierz Musiał jako barman w Szuflandii
- Zbigniew Bielski jako cinkciarz w Szuflandii
- Zbigniew Szczapiński jako Duchownik
- Wiesław Wieremiejczyk jako oprawca
- Mariusz Wilczyński jako kat (nie występuje w napisach)
- Jerzy Czupryniak jako członek prezydium posiedzenia krasnoludków (nie występuje w napisach)
- Tadeusz Dałek jako członek prezydium posiedzenia krasnoludków (nie występuje w napisach)
- Wojciech Skibiński jako mówca przemawiający w imieniu sekcji koźlaków
- Juliusz Lubicz-Lisowski jako krasnal dyktujący „Szuflandio, ojczyzno moja...”
- Liza Machulska jako Ewa, modelka
- Halina Machulska jako matka Ewy
- Sławomir Kryński jako mężczyzna w fezie
- Małgorzata Foremniak jako dziewczyna na pokazie mody (nie występuje w napisach)
- Zdzisław Kuźniar jako mężczyzna w berecie
- Beata Tyszkiewicz jako kobieta na bazarze
- Wiktoria Padlewska jako córka kobiety na bazarze
- Elżbieta Jasińska jako kierowniczka sklepu
- Zofia Plewińska(inne języki) jako ekspedientka
- Stanisław Jaskułka jako dłużnik
- Józef Jaworski jako reporter telewizyjny
- Jan Mayzel jako portier w „Victorii” (nie występuje w napisach)
- Ryszard Mróz jako lekarz pogotowia
- Rafał Olejnik jako sanitariusz pogotowia
- Juliusz Machulski jako pasażer w przedziale restauracyjnym pociągu (nie występuje w napisach)
- Janusz Sosnowski jako pasażer przeglądający album w przedziale pociągu (nie występuje w napisach)
- Andrzej Sołtysik jako żołnierz w przedziale pociągu (nie występuje w napisach)
- Borys Michalak jako krasnoludek (wymieniony w napisach jako statysta)

## Plan filmowy

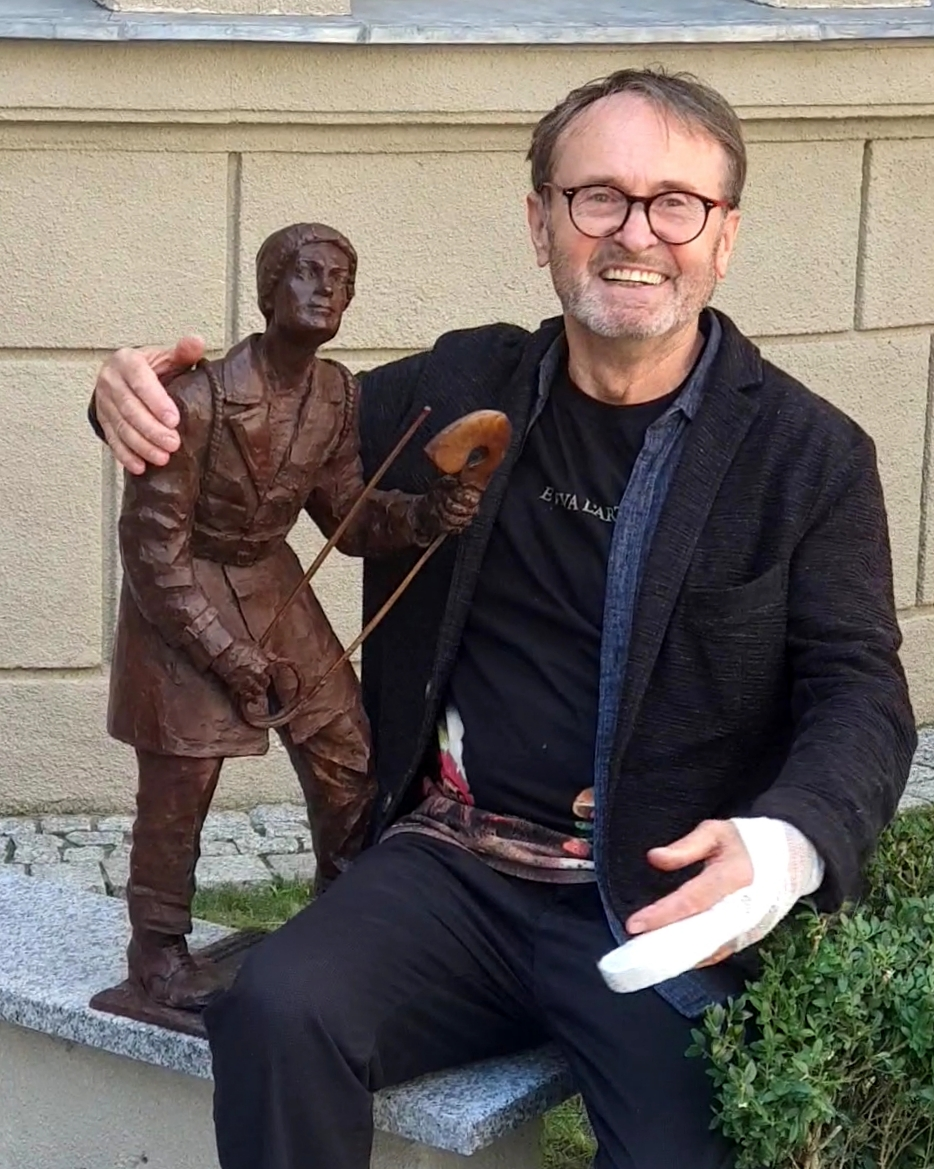
Grzegorz Heromiński podczas uroczystości odsłonięcia pomnika krasnala Ola przed budynkiem filmowej Szuflandii w Łodzi przy ul. Wólczańskiej 17

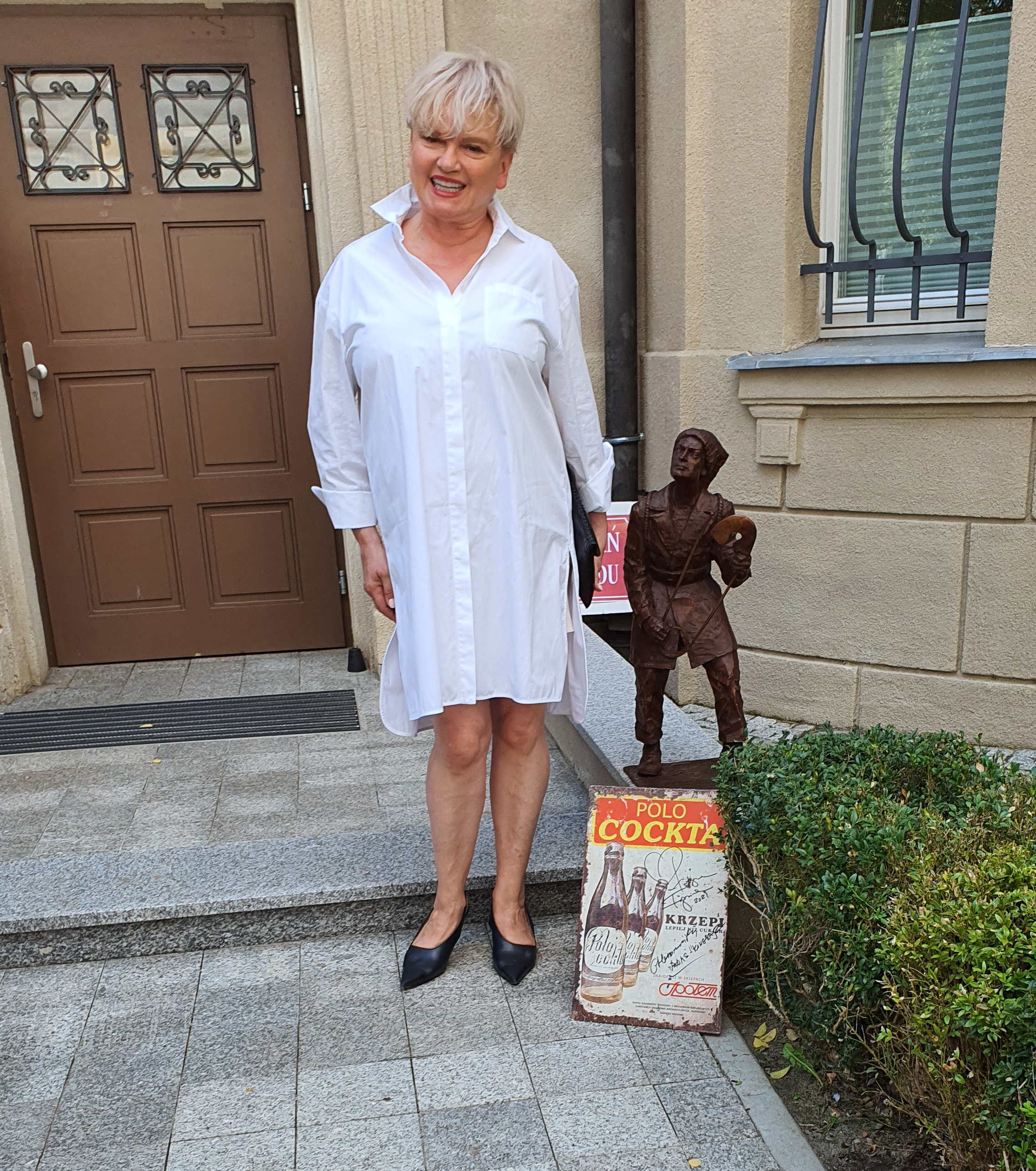
Katarzyna Figura podczas uroczystości odsłonięcia pomnika krasnala Ola przed budynkiem filmowego Kingsajzu w Łodzi przy ul. Wólczańskiej 17

- Jako redakcja czasopisma „Pasikonik” posłużył rektorat Politechniki Łódzkiej[4] (wnętrza redakcji to Klub Nauczyciela – ulica Piotrkowska 137/139, pałac Juliusza Kindermanna[potrzebny przypis]).
- Jako Szuflandia – tak na zewnątrz jak i wewnątrz – posłużyła (w scenach, gdzie postaci mają ludzki rozmiar) willa przy ulicy Wólczańskiej 17 w Łodzi[4][5].

21 sierpnia 2021 przed budynkiem filmowej Szuflandii w Łodzi, odsłonięto pomnik krasnala Ola (w rolę którego wcielił się Jacek Chmielnik). Autorami rzeźby są łódzcy rzeźbiarze, Magdalena Walczak i Marcin Mielczarek. W uroczystości brali udział Katarzyna Figura oraz Grzegorz Heromiński.